# Kasimir Stanislawowitsch

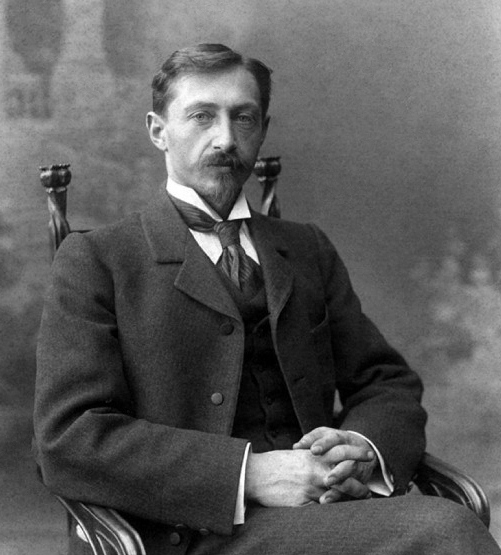
Iwan Bunin im Jahr 1901 auf einem Foto von Maxim Dmitrijew

Kasimir Stanislawowitsch (russisch Казимир Станиславович) ist eine Kurzgeschichte des russischen Nobelpreisträgers für Literatur Iwan Bunin, die im Maiheft 1916 der Petrograder Zeitschrift Letopis erschien.

## Inhalt
Am 8. April nimmt Kasimir Stanislawowitsch, ein heruntergekommener Trinker, in Kiew den Zug nach Moskau. Am nächsten Tag erreicht der Zug mit sieben Stunden Verspätung das Ziel. Kasimir Stanislawowitsch wählt ein schäbiges Hotel, das er noch aus seiner Moskauer Studentenzeit kennt. Am selben Tag gibt er seine Barschaft – bis auf knapp fünf Rubel – in einem großen „Lokal von niedrigem Niveau“ sowie in einem Freudenhaus an der Peripherie Moskaus aus. Benebelt wankt er schließlich in sein Hotel und wacht am 10. April ziemlich spät in seinem Zimmer auf. An die dreißig Jahre hat Kasimir Stanislawowitsch keine Kirche besucht. Nun zieht er sich ordentlich an, so gut es eben geht und betritt am späten Nachmittag schüchtern das „alte niedrige Kirchlein“ in der Moltschanowka. Kasimir Stanislawowitsch nimmt in einer Ecke Platz; so dass er das Brautpaar gut sehen kann, doch nicht so genau gesehen wird. Die Geistlichen und die Hochzeitsgäste kommen. Der Schleier seiner Tochter, „die nicht einmal wußte, daß es ihn gab auf der Welt“, streift ihn im Vorübergehn. Kasimir Stanislawowitsch hat nur Augen für seine Tochter. Die Braut erscheint ihm in all ihrem Schmuck als Prinzessin. Der untersetzte Bräutigam an ihrer Seite wird zur Nebensache.
Kasimir Stanislawowitsch entschuldigt sich im Hotelzimmer auf einem Zettel schriftlich für seinen Suizid, bringt aber die Kraft dazu nicht auf. Er lässt den Zettel versehentlich liegen und bettelt sich auf dem Bahnhof ein wenig Geld für die Fahrkarte nach Brjansk zusammen.

## Rezeption
Borowsky hebt 1995 die psychologisch fundierte Vorarbeit Bunins zur Plausibilisierung des Suizidversuchs hervor. Somit erscheint dem Leser der Plot dank der Meisterschaft des Erzählers glaubhaft, obwohl naheliegende Fragen, die Vorgeschichte betreffend (Zum Beispiel, woher weiß Kasimir Stanislawowitsch den Hochzeitstermin, den Ort der Trauung et cetera?) unbeantwortet bleiben.

## Deutschsprachige Ausgaben
Verwendete Ausgabe
- Kasimir Stanislawowitsch. S. 74–85 in: Iwan Bunin: Der Sonnenstich. Erzählungen. Übersetzt und herausgegeben von Kay Borowsky. 150 Seiten. Reclam, Stuttgart 1995 (RUB 9343), ISBN 3-15-009343-0